# Цехоцин (Люблінське воєводство)
Цехоцин (пол. Ciechocin) — село в Польщі, у гміні Модлібожиці Янівського повіту Люблінського воєводства.
Населення — 36 осіб (2011).
У 1975-1998 роках село належало до Тарнобжезького воєводства.

## Демографія
Демографічна структура станом на 31 березня 2011 року:
|          | Загалом | Допрацездатний вік | Працездатний вік | Постпрацездатний вік |
| -------- | ------- | ------------------ | ---------------- | -------------------- |
| Чоловіки | 15      | 1                  | 11               | 3                    |
| Жінки    | 21      | 5                  | 8                | 8                    |
| Разом    | 36      | 6                  | 19               | 11                   |